# Köhl (Bockhorn)
Köhl ist eine Einzelsiedlung der Gemeinde Bockhorn im Landkreis Erding in Oberbayern.
Sie liegt im Osten des Gemeindegebietes, fünf Kilometer östlich von Bockhorn.

## Geschichte
Der Ort gehörte bis 1972 zu der ehemaligen Gemeinde Eschlbach und kam bei deren Auflösung zur Gemeinde Bockhorn.